# Маріано Гонсальво

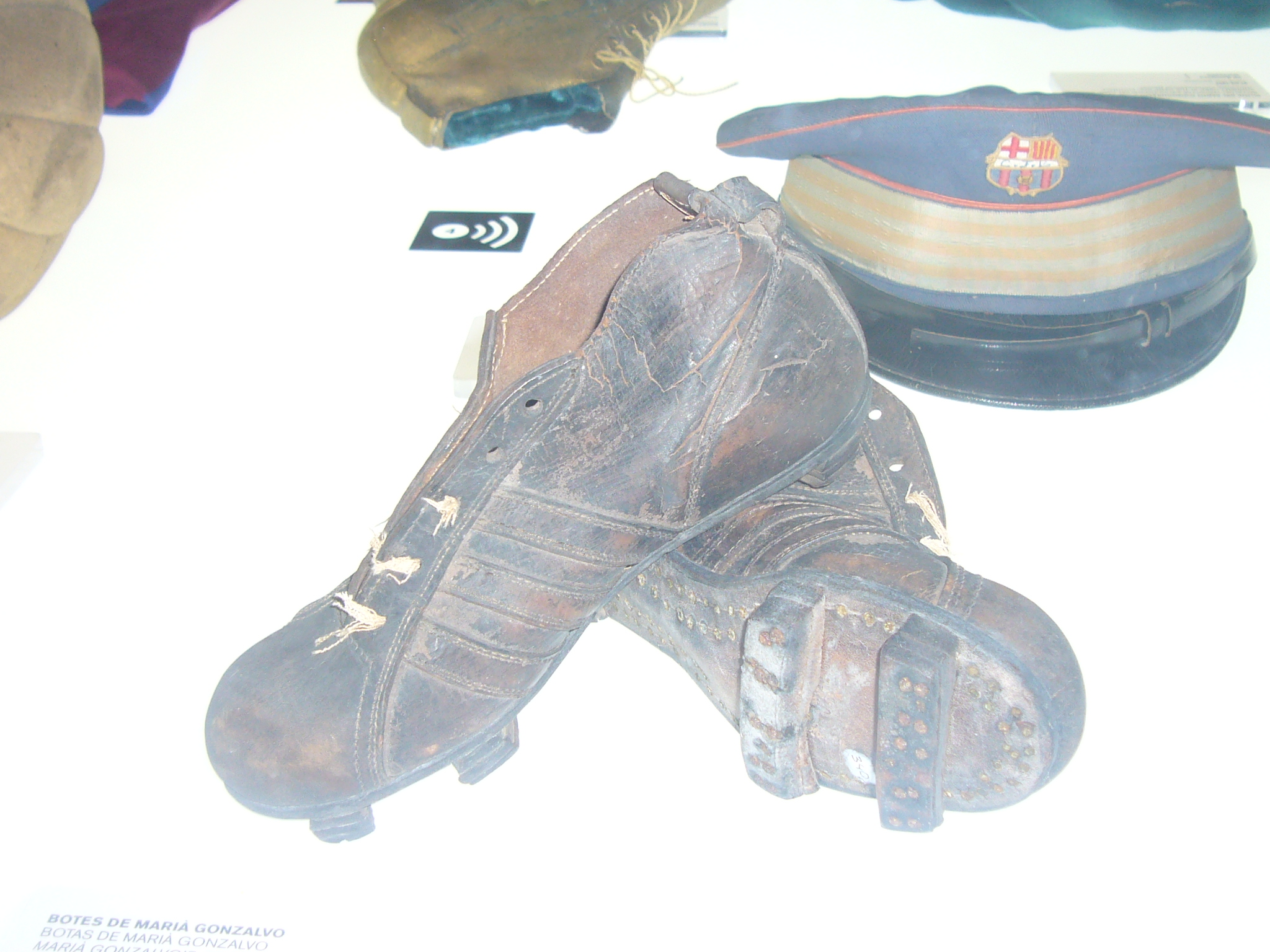
Бутси Маріано Гонсальво у музеї «Барселони»

Марія (Маріано) Гонсальво (ісп. Marià (Mariano) Gonzalvo, 22 березня 1922, Мульєт-дал-Бальєс — 7 квітня 2007, Барселона) — іспанський футболіст, що грав на позиції опорного півзахисника. Відомий в історії іспанського футболу як Гонсальво III, осільки мав двох старших братів-футболістів — Хуліо (Гонсальво I), відомого гравця «Еспаньйола», та Хосепа, з яким Маріано грав у «Барселоні».
Грав за національну збірну Іспанії, у складі якої був учасником чемпіонату світу 1950 року.
Вважається одним з найталановитіших півзахисників іспанського футболу 1940-х років. У складі «Барселони» — п'ятиразовий чемпіон Іспанії, триразовий володар Кубка Іспанії, чотириразовий володар Суперкубка Іспанії з футболу та володар Латинського кубка. 

## Клубна кар'єра
Народився 22 березня 1922 року в місті Мульєт-дал-Бальєс. Вихованець футбольної команди «Мульєт» з рідного міста.
У дорослому футболі дебютував 1939 року виступами за команду барселонського клубу «Європа», в якій провів один сезон. Гра молодого футболіста привернула увагу представників головної команди міста, «Барселони», до якої він приєднався 1940 року. Проте відразу стати гравцем основної команди «синьо-гранатових» Маріано не зміг і сезон 1941/42 провів у складі команди «Реал Сарагоса».
Повернувшись 1942 року до «Барселони», поступово став не лише стабільним гравцем основного складу команди, але й ключовою фігурою у середині поля. Відтоді відіграв за каталонський клуб тринадцять сезонів своєї ігрової кар'єри. За цей час п'ять разів виборював титул чемпіона Іспанії, тричі ставав володарем Кубка Іспанії, 1949 року вигравав Латинський кубок. Залишив «Барселону» 1955 року, маючи на той час у своєму активі 331 офіційну гру і 56 забитих м'ячів у її складі в усіх змаганнях.
Протягом 1955—1956 років захищав кольори команди клубу «Льєйда».
Наприкінці кар'єри грав у команді «Кондаль», яка була командою дублерів «Барселони», але протягом частини 1950-х існувала як окремий клуб і сезон 1956/57 навіть проводила у Ла-Лізі. Досвідчений півзахисник провів у цьому сезоні за «Кондаль» 16 матчів, проте не зміг запобігти його пониженню у класі по результатах сезону, після чого остаточно завершив ігрову кар'єру.
Помер 7 квітня 2007 року на 86-му році життя у місті Барселона.

## Виступи за збірні
1946 року дебютував в офіційних матчах у складі національної збірної Іспанії. Протягом кар'єри у національній команді, яка тривала вісім років, провів у формі головної команди країни 16 матчів, забивши 1 гол. П'ять з цих матчів було проведено в рамках фінальної частини чемпіонату світу 1950 року у Бразилії.
Протягом 1947–1955 років також провів три матчі за збірну Каталонії.

## Титули і досягнення
- Чемпіон Іспанії (5):

«Барселона»:  1945, 1948, 1949, 1952, 1953
- Володар Кубка Іспанії (3):

«Барселона»: 1951, 1952, 1953
- Володар Кубка Еви Дуарте (4):

«Барселона»: 1945, 1948, 1952, 1953
- Володар Латинського кубка (1):

«Барселона»: 1949